# Incel

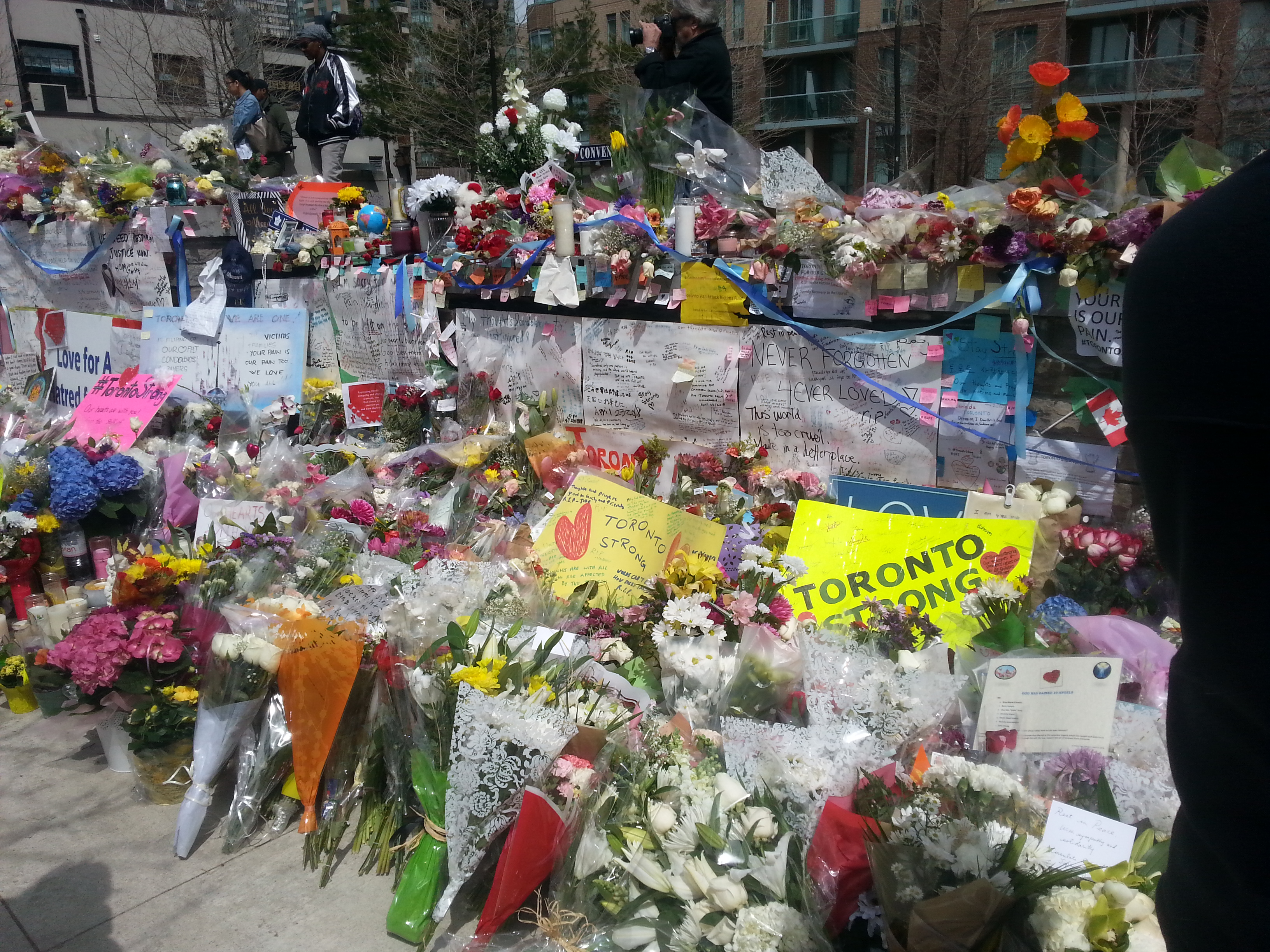
Památník obětem útoků v Torontu, které spáchal Alek Minassian, prokázaný člen subkultury incelů.

Incel je zkratka anglického spojení involuntary celibate, česky „nedobrovolný celibát“, a označuje skupinu lidí, které spojuje pocit zklamání, misantropie, misogynie, rasismus a odpor k sexuálně úspěšným mužům. Příčinou těchto pohnutek je často nemožnost navázat sexuální či romantické vztahy, či neustálé odmítání ze strany žen, tedy nucení k celibátu, s čímž souvisí pocit méněcennosti. Tato subkultura je téměř výhradně mužská a heterosexuální, ačkoliv na původním vzniku hnutí se měla údajně podílet žena. Zdroje týkající se rasového složení příslušníků se liší, mnohé zdroje však komunitu popisují jako převážně bělošskou. Jedná se o skupinu monitorovanou jako součást internetového ekosystému, který má údajně podporovat patriarchální extremismus. Sarah Boyd dává subkulturu incelů do spojitosti s toxickým přeobrazením maskulinity, takzvanou toxickou maskulinitou, jejíž nedosažení a nenaplňování má v členech komunity vyvolávat pocity frustrace a méněcennosti, které se pak projevují právě v misogynii nebo sklonu k násilí.
Počátkem roku 2018 začala být ideologie incelů ze strany americké státní správy a odborníků na extremismus označována jako „teroristická“. Stalo se tak v reakci na řadu útoků a masových vražd, které jsou členům subkultury připisovány. Mezi nejvýznamnější z nich patří útok Elliota Rodgera, který 23. května 2014 v Kalifornii zabil šest lidí a dalších čtrnáct zranil, přičemž k útoku použil nůž, pistoli a automobil. Krátce předtím nahrál video a sepsal manifest, ve kterém se zpovídal ze své nenávisti k ženám a sexuální frustrace. Rodger je ostatními členy skupiny považován za mučedníka, podobně jako George Sodini (v roce 2009 zavraždil tři ženy a dalších devět lidí zranil) nebo Stephen Paddock (bez jasného motivu v roce 2017 zabil 58 lidí a dalších 815 zranil). Několik členů subkultury se tímto činem nechalo inspirovat, což vedlo k dalším útokům, jež jsou skupině připisovány. Dohromady si útoky prokázaných členů subkultury vyžádaly minimálně 61 obětí.